# Karl Heinrich Emil Koch
Karl Heinrich Emil Koch (ur. 6 czerwca 1809 w Ettersburgu, zm. 25 maja 1879 w Berlinie) – niemiecki lekarz i botanik, badacz regionu Kaukazu.
W nomenklaturze zoologicznej stosuje się skrót K.Koch. przy oznaczeniu taksonu opisanego przez Karla Heinricha Emila Kocha, np. Alnus alnobetula K.Koch.

## Biografia
Karl Koch urodził się w Ettersburgu koło Weimaru 6 czerwca 1809 roku. Był uczniem Gimnazjum Weimarskiego. W młodości tworzył prywatny zielnik. Studiował medycynę na Uniwersytecie w Jenie, od 1831 na Uniwersytecie w Würzburgu. W 1832 roku odbył podróż do Szwajcarii. W 1833 roku uzyskał doktorat z nauk medycznych, w 1834 drugi doktorat z nauk przyrodniczych (łac. Doctor philosophiae) na podstawie pracy „De phytochemia”. Od 1934 prowadził wykłady z botaniki na Uniwersytecie w Jenie. Po zebraniu środków w 1836 roku wyruszył w podróż na Kaukaz. Dotarł do Tbilisi i pod Górę Ararat. Do Niemiec wrócił przez Odessę i Petersburg wiosną 1838 roku. Wznowił wykłady w Jenie. W maju 1843 wyruszył na drugą wyprawę na Kaukaz. Przez Wiedeń i Istambuł dotarł do Trabzonu (Trebizonda). Badał środowisko wysokich gór. Był w Kurdystanie. Boże Narodzenie 1843 roku spędził w twierdzy Giumri (Aleksandropol). Na początku 1844 roku przez Tbilisi dotarł nad Morze Kaspijskie, odwiedził Wschodni Kaukaz. Przez Krym, Besarabię, Mołdawię i Galicję wrócił do Jeny 30 października 1844 roku. Owocami wyprawy były liczne zbiory roślin oraz wydane w następnych latach publikacje. W 1846 roku Koch opublikował w Weimarze dziennik z wyprawy Wędrówki po Oriencie. Podróż wzdłuż Dunaju do Konstantynopola i Trebisondy (niem. Wanderungen im Oriente, Reise längs der Donau nach Konstantinopel und nach Trebisond). W 1849 roku Koch znalazł zatrudnienie w Królewskim Ogrodzie Botanicznym w Berlinie, rozpoczął również pracę dydaktyczną na Uniwersytecie Berlińskim. Karl Koch zmarł w Berlinie 25 maja 1879 roku.